# USS ABSD-4
L'USS ABSD-4, plus tard rebaptisé AFDB-4, était un grand dock flottant auxiliaire à dix sections, non automoteur, de l'US Navy. Advance Base Sectional Dock-4 (Auxiliary Floating Dock Big-4) a été construit en sections en 1942 et 1943 par la Mare Island Naval Shipyard à Vallejo, en Californie, pendant la Seconde Guerre mondiale. Avec les dix sections jointes, il mesurait 283 m de long, 8,50 m de profondeur (de la quille au pont du puits) et avec une largeur intérieure libre de 40,50 m. ABSD-4 avait une grue mobile d'une capacité de 15 tonnes avec un rayon de 25,90 m et deux barges de soutien ou plus. Les deux parois latérales étaient rabattues pendant le remorquage pour réduire la résistance au vent et abaisser le centre de gravité. ABSD-4 avait 6 cabestans pour la traction. Il y avait également 4 compartiments de ballast dans chaque section,.

## Seconde Guerre mondiale
L'Auxiliary floating dock ABSD-4 est parti en 1944 et a traversé l'océan Pacifique en convois en 48 jours. Les dix sections ont été réassemblées à la base navale d'Espiritu Santo, Nouvelles-Hébrides (aujourd'hui Vanuatu), dans l'océan Pacifique Sud. Une fois assemblé à l'automne 1944, ABSD-4 a été déplacé pour opération au Seeadler Harbor (île Manus), dans les îles de l'Amirauté dans l'archipel Bismarck. L'USS ABSD-2 a également travaillé au port de Seeadler pendant la guerre.
ABSD-2 a réparé les grands navires de l'US Navy et de la Royal Navy pendant la Seconde Guerre mondiale. Capable de soulever 90 000 tonnes, il pouvait soulever de gros navires tels que des porte-avions, des cuirassés, des croiseurs et de grands navires auxiliaires, hors de l'eau pour réparation sous la ligne de flottaison du navire et pouvait également réparer plusieurs petits navires en même temps. Les navires utilisés en permanence pendant la guerre doivent être réparés à la fois contre l'usure et contre les dommages de guerre causés par les mines navales et les torpilles. Les gouvernails et les hélices sont mieux entretenus sur les cales sèches. Sans ABSD-4 et ses navires jumeaux dans des endroits éloignés, des mois pourraient être perdus dans les navires retournant à un port d'attache pour réparation. ABSD-4 avait des provisions pour l'équipe de réparation, comme des lits superposés, des repas et de la lessive. ABSD-4 avait des centrales électriques, des pompes de ballast, des ateliers de réparation, des ateliers d'usinage et des réfectoires pour être autonomes. ABSD-4 disposait de deux grues mobiles sur rail capables de soulever des tonnes de matériaux et de pièces pour retirer les pièces endommagées et installer de nouvelles pièces.

### Certains des navires réparés
- Le croiseur léger USS Duluth a réparé la tempête endommagée le 10 juin 1945, a terminé les réparations le 5 juillet, remise en service.
- Le cuirassé USS New York (BB-34) réparé début mars 1945, hélices réparées et repeintes. En raison du tirant d'eau de l'USS New York de 9 m à pleine charge, le cuirassé a dû décharger une grande partie de ses munitions et de son mazout avant d'entrer dans l'AFDB-4.
- Le destroyer USS Allen M. Sumner (DD-692) réparé le 20 janvier 1945

## Attaque sur l'ABSD-4
Vers la fin de la guerre, le 22 avril 1945 à 14 h, un chasseur-bombardier japonais Mitsubishi A6M piloté par Shimbo, avec l'enseigne Chuhei Okubo dans le deuxième siège, survola le port de Seeadler à 14 000 pieds. Ils ont vu ce qu'ils pensaient être deux "porte-avions", mais étaient en fait des cales sèches flottantes vides ABSD-2 et ABSD-4. Le 27 avril 1945 à 23 h 15 un bombardier-torpilleur Nakajima B5N en provenance de Chuuk, a survolé ABSD-4, a largué une torpille aérienne et il a touché l'un des réservoirs de pontons d'ABSD-4 endommageant la cale sèche. Au moment de l'attaque, l'ABSD-4 réparait un Liberty ship, un Landing Ship Tank (LST) et un transport d'hydravions. L'annexe de l'hydravion était chargée de munitions et en réparation d'urgence. Elle a été réparée et remise en service. Le même jour, peu de temps après que l'ABSD-4 a été touché, l'ABSD-2 a été touché par une torpille aérienne dans le réservoir du ponton de la section G, endommageant la cale sèche. ABSD-2 a été réparé et remis en service.

## Après la guerre
Après la guerre ABSD-4 a été reclassé AFDB-4 et a été mis hors service. ABSD-4 a été laissé dans le port de Seeadler au large de Lombrum Point à la Lombrum Naval Base (en) repris par la Royal Australian Navy en 1950.
ABSD-4 a été officiellement mis hors service et rayé du Naval Vessel Register le 15 avril 1989. ABSD-4 est maintenant une épave partiellement coulée. Les parois extérieures de l'ABSD-4 restent au-dessus de la ligne de flottaison. Elle repose près de Lombrum (île Manus), Papouasie-Nouvelle-Guinée, coordonnées GPS : GPS coordinates: 2° 02′ 36″ S, 147° 24′ 24″ E,,.

## Décoration
- American Campaign Medal
- Asiatic-Pacific Campaign Medal
- World War II Victory Medal
- National Defense Service Medal

## Galerie

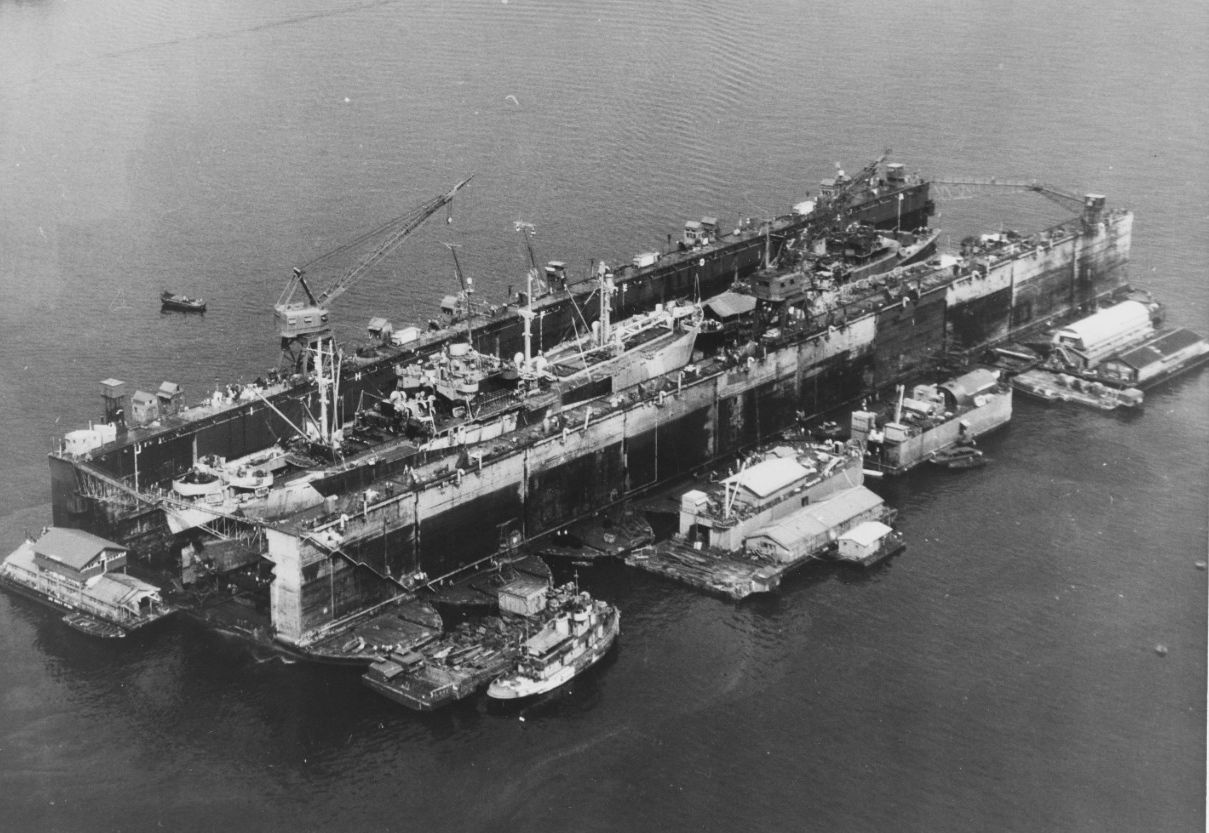
USS ABSD-2 à Seeadler Harbor en 1945
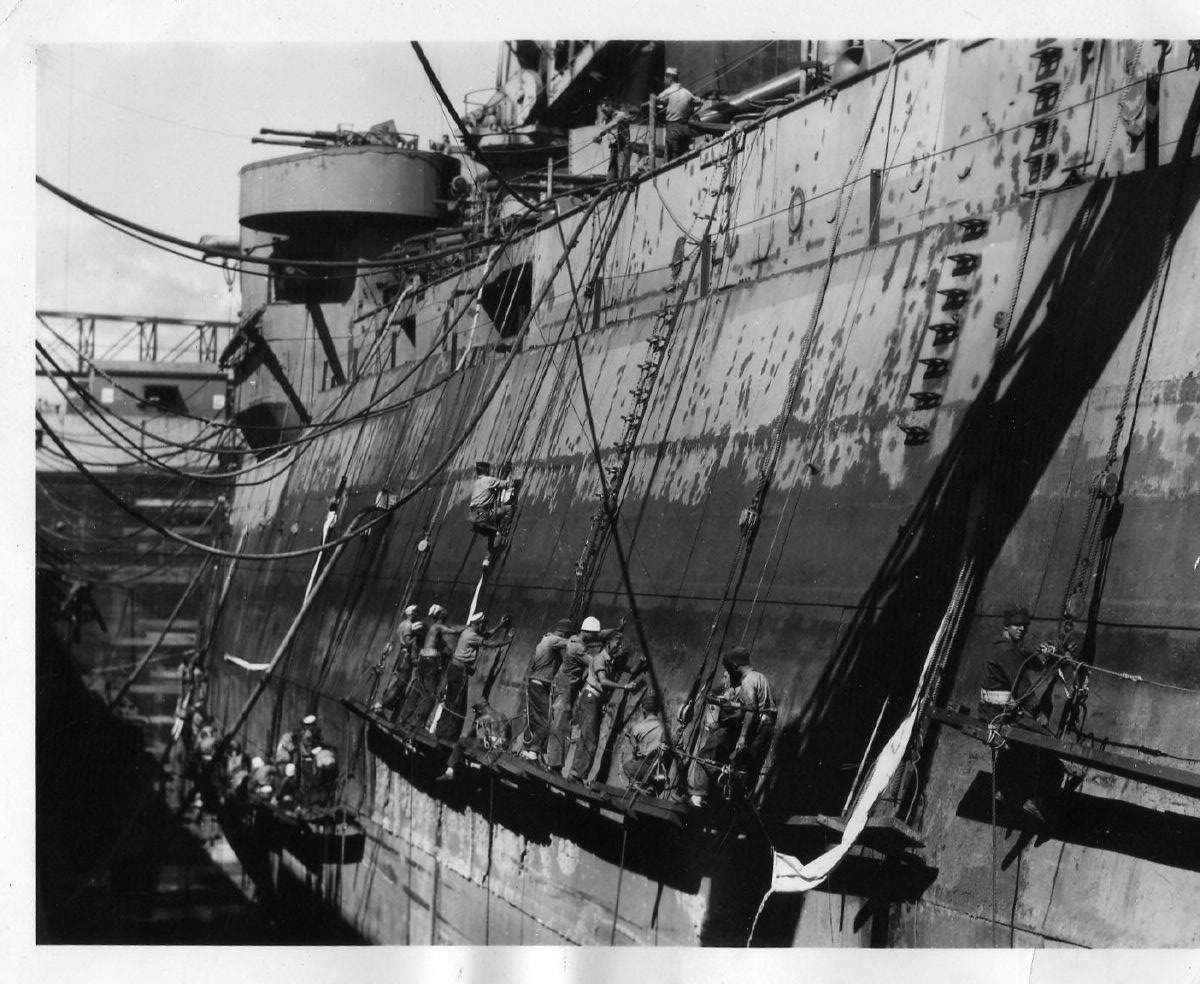
USS New York dans l'ABSD-4 (mars 1945)

### Liens connexes
- Liste des navires auxiliaires de l'United States Navy
- Base navale d'Espiritu Santo
- Théâtre du Pacifique de la Seconde Guerre mondiale